# Schloss Gnichwitz
Das Schloss Gnichwitz ist ein ruinöses Schloss in Gniechowice (deutsch: Gniechwitz) in der Land- und Stadtgemeinde Kąty Wrocławskie (Kanth) im Powiat Wrocławski der Woiwodschaft Niederschlesien in Polen.

## Geschichte
Gnichwitz wird 1288 erstmals erwähnt. Seit 1337 waren die von Reichenbach Besitzer der Herrschaft und erhielten den Besitz 1348 von König Karl IV. als Erblehen. Vorübergehend waren danach die Ungerathen Besitzer. Nach 1566 bis zur Vertreibung waren die von Saurma-Jeltsch Besitzer.
Im Dreißigjährigen Krieg brannten Dorf und Schloss 1642 ab. Conrad von Saurma veranlasste 1649 den Wiederaufbau mit dreistöckigem Turm mit steilem Walmdach und einem langen schmalen Gebäudeflügel. Im Jahr 1691 heiratete Hans Leuthold von Saurma Juliana Perpetua von Heberstein. Während des 19. Jahrhunderts veränderten verschiedene Umbauten den Bau. Die Parkanlagen stammen von 1850 bis 1860.

## Bauwerk
Ein Urbarium von 1582 enthält eine Beschreibung der damaligen Schlossanlage. Der Bau war gemauert, hatte gewölbte Keller und Stuben und war von einem nassen Graben geschützt. Das heutige Schloss ist ein zweigeschossiger Putzbau mit Mansarddach. Das große Tor ist die Zufahrt in eine Halle, die heute an der Vorderseite zugemauert wurde. Die frühbarocken Formen der Fensterumrahmungen lassen erkennen, dass der Bau aus der Zeit um 1700 stammt.